# Zindlenspitz
De Zindlenspitz is een bergtop in Zwitserland op de grens van het Wägital en het Oberseetal met een hoogte van 2097 meter. De grens tussen de kantons Schwyz en Glarus loopt over de top.